# Герб Тверской области
Герб Тверской области — официальный символ Тверской области Российской Федерации, принят 28 ноября 1996 года. Герб внесён в Государственный геральдический регистр Российской Федерации под регистрационным номером 159.

## Описание
Геральдическое описание герба Тверской области гласит: 
В червлёном (красном) щите на золотом двухступенчатом подножии (ступени) такого же цвета трон (княжеский стол) без подлокотников с высокой спинкой; на сидении на зелёной с золотыми украшениями и кистями подушке — шапка Мономаха
Основа герба — исторический герб Тверской губернии, утверждённый 8 декабря 1856 года.
Автор реконструции герба В.И. Лавренов.

## История
В конце XVIII века качестве наместнического герба использовался утверждённый 10 октября 1780 года герб Твери — «в червлёном поле золотой престол, на зелёной подушке золотая корона». Герб Тверской губернии, на основе которого был создан герб области, был высочайше утверждён 8 декабря 1856 года: «в червлёном поле золотой трон, на нем царская на зеленой подушке корона. Щит увенчан императорскою короною и окружен золотыми дубовыми листьями, соединенными Андреевскою лентою».
В 1931 году Тверь переименована в город Калинин. В январе 1929 года создана Центрально-Промышленная область (с 3 июня 1929 года — Московская область), куда входил Тверской округ. Калининская область образована 29 января 1935 года. Сведений о гербе и флаге области в советский период нет. В 1991 году возвращено историческое название Твери, изменено и название области, — она стала называться Тверской областью. Постановлением №439 от 28 ноября 1996 года Законодательное Собрание Тверской области утвердило «Закон о гербе и флаге Тверской области» (№45).
21 октября — праздник Тверской области — День герба и флага Тверской области, именно в этот день 1780 года Екатерина II утвердила герб Тверского наместничества (дата по новому стилю). В День герба и флага на территории Тверской области проводятся торжественные мероприятия.